# Jean VII de Mecklembourg-Werle-Güstrow
Jean VII de Mecklembourg-Werle-Güstrow (mort entre le 26 juin et le 16 juillet 1414). 

Jean VII est le fils de Laurent de Mecklembourg-Werle-Güstrow et de son épouse Mechtilde de Mecklembourg-Werle-Goldberg (†1402) fille de Nicolas IV de Mecklembourg-Werle-Goldberg. Il est le corégent de son frère Balthazar de Mecklembourg-Werle-Güstrow, 1393 à sa mort. 
Jean VII de Mecklembourg-Werle-Güstrow (†1414), épouse Catherine de Saxe-Lauenbourg, fille de Éric IV de Saxe-Lauenbourg qui ne lui donne pas de descendance. Veuve elle épouse le 12 aout 1417 Jean IV de Mecklembourg. 